# Spurvehøg
Spurvehøgen (latin: Accipiter nisus) er en relativt lille rovfugl. Den er fredet i Danmark.

## Udbredelse
Den er en almindelig dansk ynglefugl med cirka 4.000 par og er i øvrigt udbredt i store dele af Europa, Asien og det nordvestlige Afrika.

## Kendetegn
Hannen har blå-grå ryg, mens hunnen er brun. Begge har tværstribet bryst og bug (hvid med mørke tværstriber). Halen er lang og smal, vingerne er korte og afrundede. I forhold til andre rovfugle er spurvehøgen lille.

### Størrelsesforskel på hun og han
Som hos mange andre rovfugle er spurvehøgehunnen større end hannen. Hunnen måler op til cirka 38 centimeter fra hoved til hale, mens hannen måler cirka 30 centimeter.
Størrelsesforskellen mellem de to køn danner basis for et større fødegrundlag, når de to køn i fællesskab, skal jage føde til ungerne, fordi de på den måde kan jage flere forskellige fuglearter. Hannen kan tage småfugle op til solsort-størrelse. Hunnen tager bytte op til due-størrelse, men mangler den fornødne manøvredygtighed, der kræves for at fange mindre fugle. Det er en fordel, at det netop er hunnen, der er størst, da den derved har nemmere ved at producere æggene, og senere er det også hunnen, som ruger og forsvarer reden.

### Forveksling
Spurvehøgehunnen kan forveksles med duehøgehannen.

## Føde
Den lever mest af fugle, der jages i både skove og byområder, f.eks. omkring foderbrætter.

## Yngel
Spurvehøgen er monogam (danner par). Reden lægges som regel i lærk eller gran, og hunnen lægger 3-7 æg.

## Jagtteknik
Spurvehøgen har korte afrundede vinger, en lang hale og flyver med hurtige vingeslag. Alt dette gør det let for den at manøvrere f.eks. mellem skovens træer, for at slå ned på sit bytte, der som regel fanges ved overraskelsesangreb. Benene er lange og tynde og uden fjer. Tæer og kløer er ligeledes lange og bruges til at gribe om byttets krop.
- Kløerne af en ung Spurvehøg.
- Badende spurvehøg.
- Spurvehøgehun har nedlagt en due i en belgisk by.
- Spurvehøg i flugt. Bemærk den lange hale og de brede afrundede vinger.
- Spurvehøg, han med karakteristisk rustrød underside.
- Spurvehøgens æg er godt camoufleret.